# 杨业

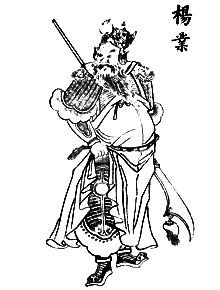
楊業

杨业（923年—986年），又名繼業，最初名為重貴，河東路并州太原（今山西省太原市）陽曲人，北宋抗辽將領。曾經擔任云州观察使，在雍熙北伐中被俘，最終绝食殉国，朝廷追赠检校太尉、大同军节度使；杨业与其子杨延昭、孙杨文广三代并称“杨家将”。

## 生平
杨业本名杨重贵，并州太原（今山西太原）人。年少时便擅长骑射，立志成为名将。杨业少时喜好打猎，獲得的獵物总比他人多。他读书不多。後汉建立后，杨业即追随北汉世祖刘崇擔任保卫指挥使。后擔任建雄军节度使。以及保卫指挥使。后周广顺元年（951年），后汉北京留守兼中书令刘崇在太原称帝，建立北汉。杨业效力刘氏共三十年，被赐姓刘氏，改名继业，官至侍卫亲军马步军都虞候，兼任建雄军节度使，被称为“太原骁将”。
北宋太平兴国四年（979年），宋太宗平定北汉，並且招降杨业，並且讓其恢復舊名杨业，同時杨业擔任左领军卫大将军、郑州防御使。太平兴国五年三月，杨业在雁门关擊敗辽军。
宋太宗认为杨业熟悉边防，不久又讓杨业擔任知代州兼三交驻泊兵马部署。次年（980年），宣徽南院使、开府仪同三司兼三交都部署潘美自三交口來到代州時遇辽国应州彰国军节度使、驸马都尉、侍中萧咄李南攻宋朝，於是立即下令杨业率領数百骑兵抄小路从背后夹攻，擊敗辽军，萧咄李死于阵中，应州马步军都指挥使李重诲被生擒，缴获大量铠甲马匹。潘美封為代国公，杨业升任云州观察使，仍兼管代州。杨业本來為降将，不及一年便在边境立功，遭到潘美嫉恨，潘美秘密向宋太宗上书告狀。宋太宗未予理睬，甚至将潘美的奏章送給杨业，以示信任。
雍熙三年（986年），宋太宗发兵三路进行北伐，检校太师、忠武军节度使潘美为云应路行营都部署（主将），云州观察使杨业为副都部署（副将），从西路连下云、应、寰、朔四州，因主力东路军战败奉命退还代州。不久，宋太宗命潘美出兵掩护四州百姓内迁，當時辽国北院枢密使耶律斜轸、彰国军节度使萧挞凛已越过云、应二州攻陷寰州，直逼朔州。出兵前，杨业建议说：“现在辽军锐气正盛，最好避免与之决战。朝廷目的在于取得数州百姓，我们应当从大石路出兵应州（示意切断辽军后路），出发之前派人悄悄通知云州百姓先南下（到应州），如果辽军回应州保护后路，则朔州百姓立即南下石碣谷（撤往代州），派强弩千人守住谷口，再派骑兵作为机动部队居中救援，（而我军在应州与辽军相持，辽军也不敢越过我军袭取云州、应州撤退的百姓）这是保护三州百姓的万全之策。”西上阁门使、蔚州刺史、云应路行营兵马都监（监军）王侁立即反对，要求从西边往朔州寻求与辽军进行主力决战，另一监军军器库使、顺州团练使刘文裕也赞成王侁的提议。杨业不同意王侁的建議，並且其本人又受到王侁讥讽：“你一直號稱「无敌」，如今逗留不进，莫非有他意？”杨业本是降将，最忌讳别人说他有二心，於是为明心志決定出战。
宋军抵达朔州陈家谷，辽军也已赶到附近。杨业敦请主将潘美在陈家谷口布阵，自己作为先锋继续前进。辽军主将山西诸路兵马都统耶律斜轸派副将山西兵马副部署萧挞凛设伏，自己与杨业交战后假装败退，杨业中伏戰敗。监军王侁派人在高台眺望战况，看到杨业追击辽军，便率兵前去争功，潘美不能阻止王侁，于是一起沿着河边行军二十里，得知杨业战败后又立即撤退而不救援。杨业杀出重围后且战且退，到达陈家谷口只剩淄州刺史王贵和儿子杨延玉等残部百余人，发现潘美已经撤退，伤心欲绝，对部下说：“你们都有父母妻儿，不能一起死，你們可以返回朝廷向天子匯報！”但大家都慷慨赴死，无人逃难。杨业藏匿于树林中，被右皮室详稳耶律奚底射中，坠马被擒。辽军主将耶律斜轸责骂杨业挑釁，杨业只表示唯有一死，又叹息说：“受皇帝厚恩，本想立功边境以报答，却受奸臣逼迫而战败，无颜苟活人世。”于是绝食三天而死。
宋太宗闻讯震驚，将潘美貶為检校太保；削去王侁、刘文裕的官籍，王侁被配隶金州，刘文裕配隶登州；並追贈杨业检校太尉、大同军节度使，給了他家千疋布帛、千硕粟；任命其子供奉官杨延昭（时名杨延朗）擔任崇仪副使，殿直杨延浦、杨延训擔任供奉官，杨延瑰、杨延贵、杨延彬擔任殿直。

## 家庭

### 父輩
- 父亲：杨信[註 1]
- 母亲：□氏

### 平輩
- 弟弟：楊重勛[註 2]
  - 子：楊光扆[註 3]
    - 孙：楊琪[註 4]
      - 曾孙：楊畋[註 5]
- 妻子：折□[註 6]

### 子輩[註 7]
- 长子：杨延玉（战死）[註 8]，儿媳：□氏
- 次子：杨延浦，儿媳：□氏
- 三子：杨延训，儿媳：□氏
- 四子：杨延瑰，儿媳：□氏
- 五子：杨延贵，儿媳：□氏
- 六子：杨延昭，儿媳：□氏
- 七子：杨延彬，儿媳：□氏

### 后輩[註 9]
- 孙子：杨传永，孙媳：□氏
- 孙子：杨德政，孙媳：□氏
- 孙子：杨文广，孙媳：慕容□

## 历史影响
楊業与其子楊延昭、孙楊文廣三代为将。北宋文學家歐陽修，稱讚楊業、楊延昭「父子皆名將，其智勇號稱無敵，至今天下之士至於裡兒野豎，皆能道之。」宋元的民間藝人把楊家將的故事編成戲曲，搬上舞台。到了明代，民間又把他們的故事編成《楊家將演義》、《楊家將傳》，楊業的生平以小說評書的形式在社會民間廣泛傳播。

## 影视作品
- 《楊家將》中，由常文治飾演
- 《楊家將》中，由楊澤霖飾演
- 《楊門虎將》中，由狄龍飾演
- 《碧血青天珍珠旗》中，由梁天飾演
- 《鐵血楊家將》中，由張冲飾演
- 《少年楊家將》中，由翁家明飾演
- 《忠烈楊家將》中，由鄭少秋飾演
- 《一門英烈穆桂英》中，由張復建飾演
- 楊麗花版電視歌仔戲《楊家將》中，由張文彬飾演
- 葉青版電視歌仔戲《楊家將》中，由陳昇琳飾演

## 延伸阅读
[在维基数据编辑]
 《宋史/卷272》，出自脱脱《宋史》
 在维基共享资源阅览影像